# Елизабет Кларк
Елизабет Кляп Кларк е детски педагог.

## Биография
Родена е през 1868 г. в Пловдив. Дъщеря е на американски мисионер. Завършва Чикагския колеж за детски учителки, след което работи като педагог. Открива и ръководи американски детски градини в Самоков (1898 – 1900), София (1900 – 1932) и Кнежа (1933). Води курс за подготовка на детски учителки в София (1929). Умира 1942 г. в София.
Личният ѝ архив се съхранява в Централен държавен архив, фонд 32К. Той се състои от 29 архивни единици от периода 1900 – 1945 г.